# جلد الجاموس

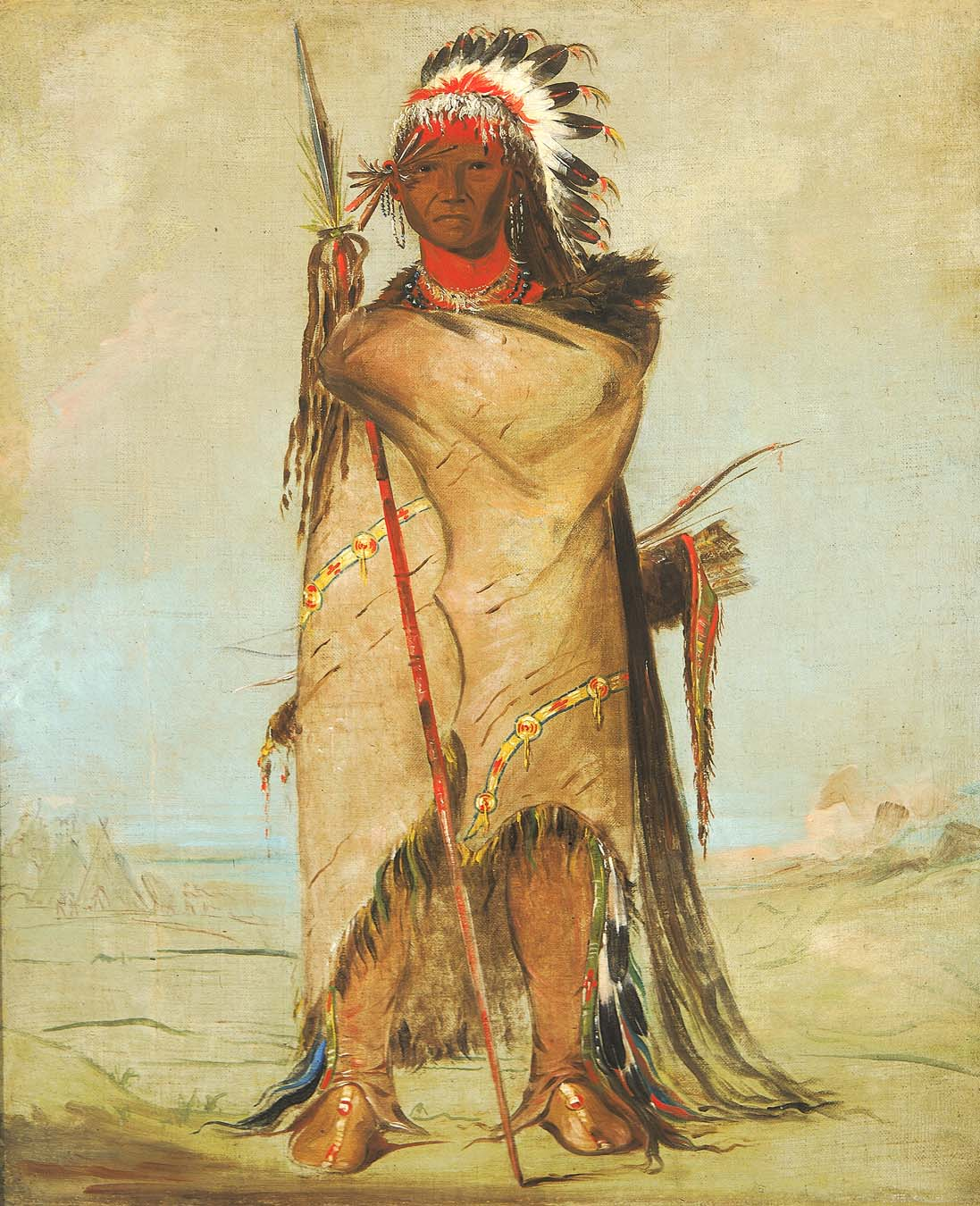
المحارب الغراب مرتدياً عَمرة، وجلد جاموس ملون، وشعر يصل إلى الأرض. رسمها جورج كاتلين، فورت يونيون 1832.

جلد الجاموس هو إهاب جاموس معالج تُرِك الشعر عليه. استخدم كبطانيات أو سروج أو كعناصر تجارية من قبل الأمريكيين الأصليين الذين سكنوا الأراضي العشبية الشاسعة في السهول الداخلية. رُسمت على بعضها صور توضيحية أو إحصاءات شتوية تصور أحداثاً مهمة مثل الأوبئة والمجاعات والمعارك.